# Iconos turísticos de Cataluña

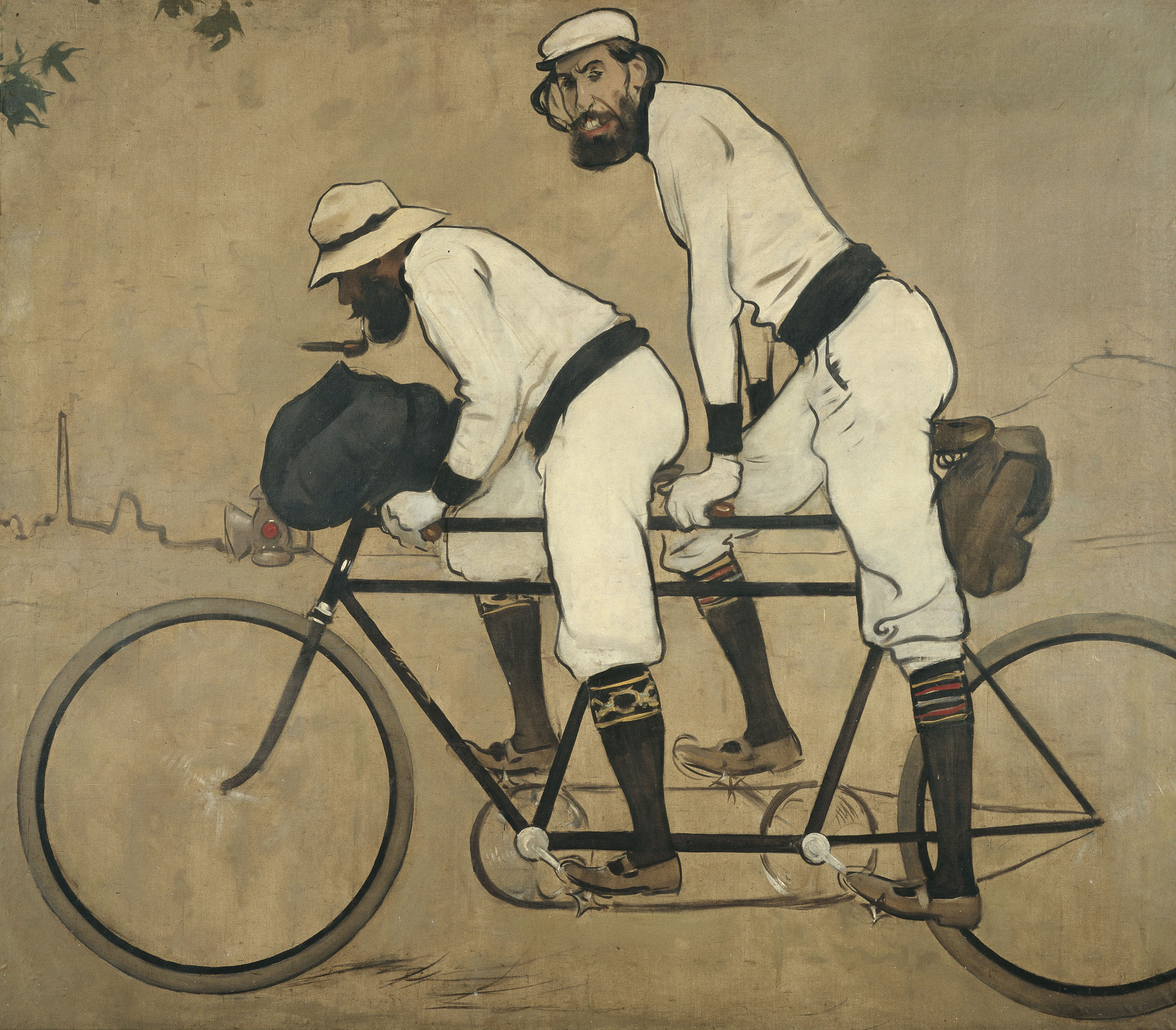
Ramon Casas y Pere Romeu en un tándem, obra de Ramon Casas (1897) y símbolo del modernismo pictórico catalán ; está incluida en el catálogo de Iconos turísticos de Cataluña

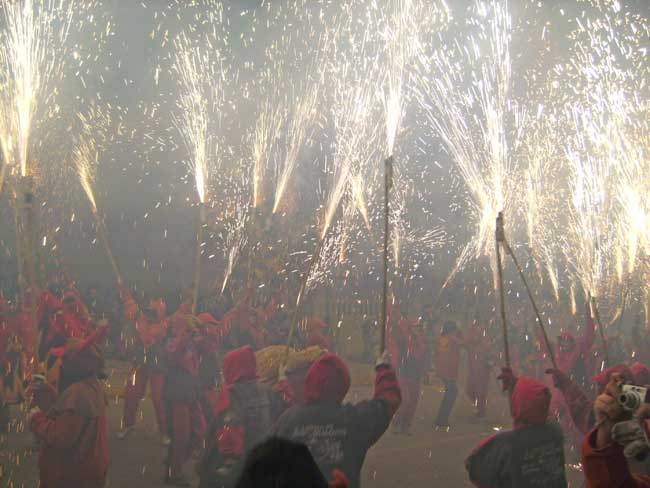
Los correfocs y la cultura del fuego de Cataluña

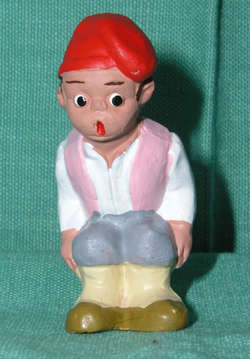
El caganer representa una tradición catalana navideña

Iconos turísticos de Cataluña (en catalán: Icones Turístiques de Catalunya) fue un proyecto impulsado por el Gobierno autonómico catalán con el objetivo de promover el turismo en Cataluña (España) a partir de las manifestaciones visuales más destacadas de la cultura de la comunidad, además de ser fuente de inspiración para ofrecer productos de calidad al turista elaborados por artesanos locales.  El proyecto se presentó el 26 de agosto de 2010 desde la Universidad Catalana de Verano (UCE) que se celebró en Prades (Francia) y se empezó a difundir entre los agentes del sector turístico implicados a partir de septiembre de 2010, en el contexto del Plan Estratégico de Turismo de Cataluña 2005-2010.

## Proyecto
En agosto de 2010 la Consejería de Innovación, Universidades y Empresa del Gobierno de Cataluña hizo redactar un catálogo que recogía 116 iconos turísticos del Principado de Cataluña e identificaba los símbolos catalanes más relevantes de la identidad visual de la comunidad catalana desde el punto de vista turístico.  Para la elaboración del catálogo se contó con la colaboración de una comisión de instituciones y expertos integrada por el Instituto de Estudios Catalanes, el Museo Nacional de Arte de Cataluña y Fomento de las Artes y del Diseño (FAD), además de la Dirección General de Turismo, Turismo de Cataluña y Artesanía de Cataluña.  Se realizó una elección de iconos de entre más de un millar de referencias iniciales, que se redujeron hasta un centenar de iconos que, a su vez, tenían subiconos y derivadas que complementaban el imaginario de las referencias. El proyecto del Gobierno catalán incidía especialmente en la necesidad de acompañar a todos los productos de merchandising que surgieran de estos iconos con documentación sobre el origen de la pieza, el artista que la había elaborado –con el certificado de autenticidad– y, sobre todo, información que permitiera contextualizar la importancia de ese icono.  El plan definía un total de 191 actuaciones en toda Cataluña, e identificaba 1.763 recursos turísticos intangibles. 

## Iconos que recoge el catálogo
Los iconos se clasificaban según su naturaleza y según su ámbito temático de referencia. En cuanto a la clasificación según su naturaleza, hay tangibles (naturales o humanizadas), intangibles (vinculadas a la tradición o contemporáneas) y personajes (referentes a personajes históricos, contemporáneos o de ficción). Según el ámbito temático, el proyecto clasificaba los iconos en ámbitos relacionados con la cultura, las artes y la ciencia; la naturaleza y el territorio, y los deportes y eventos. 

### Ámbito de cultura, artes y ciencia

#### Patrimonio
- El arte románico en Cataluña .
- La Colonia Vidal .

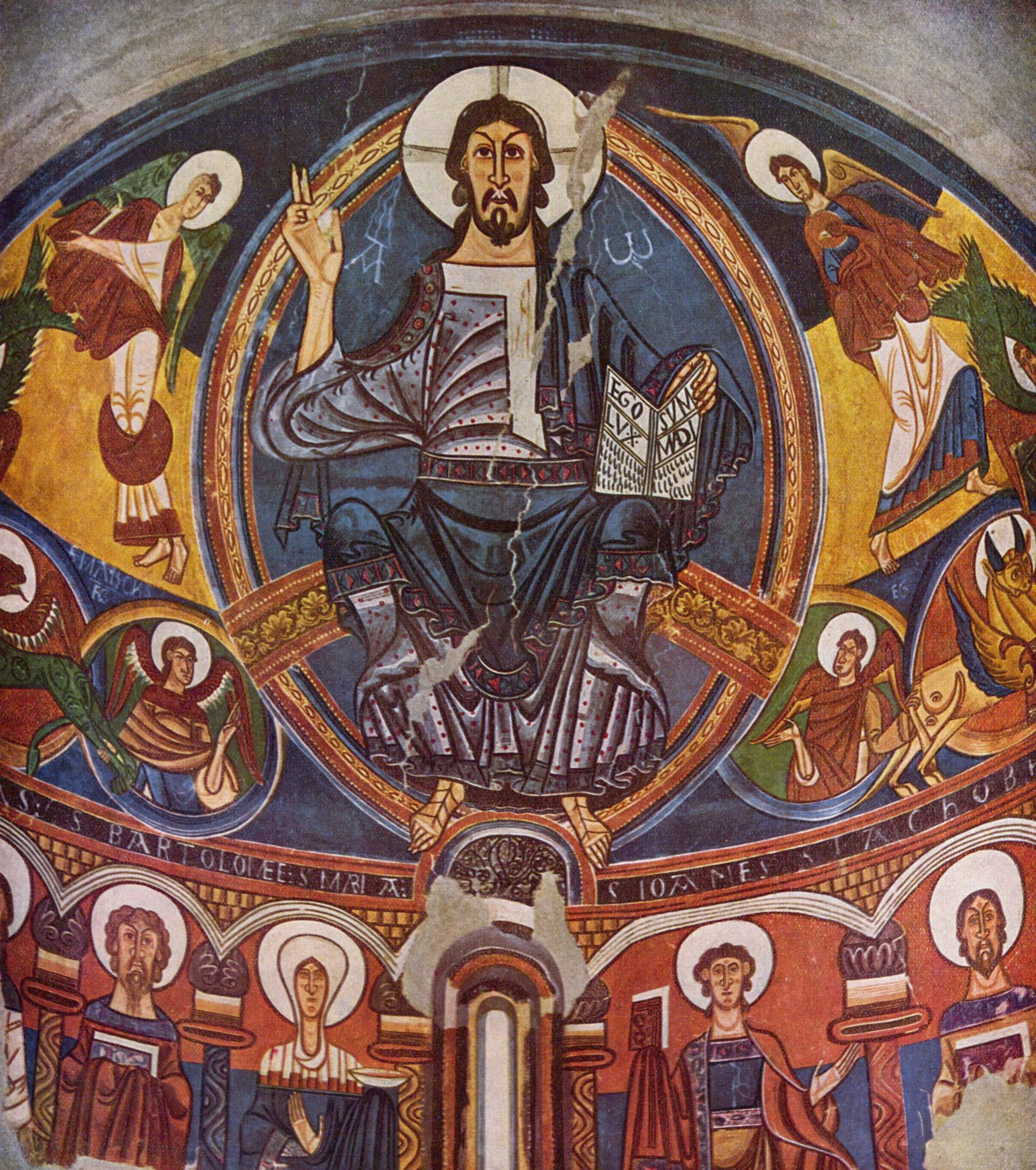
El ábside central de San Clemente de Taüll, icono del arte románico en Cataluña.
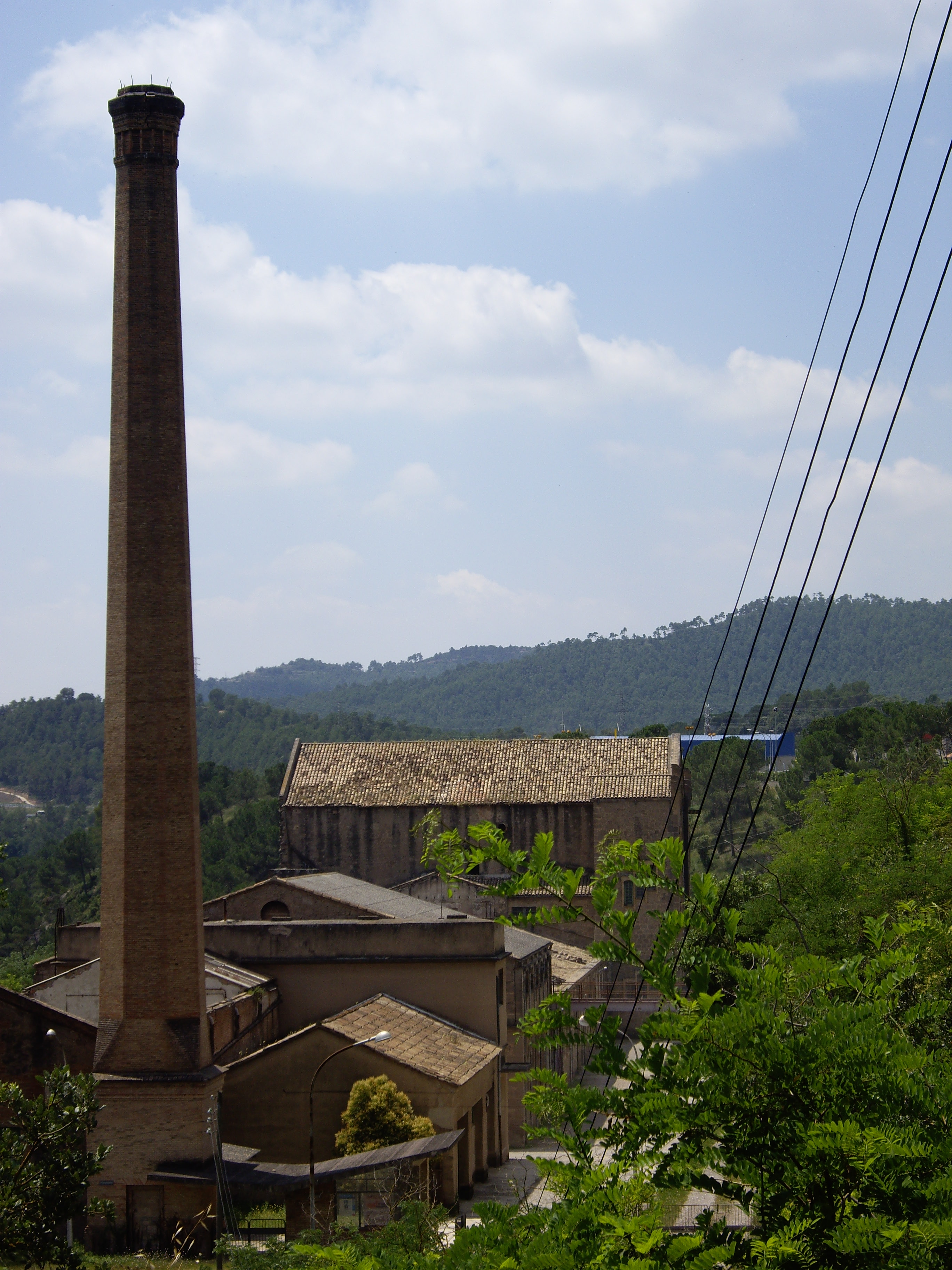
La Colonia Vidal simboliza la fuerza de la revolución industrial en Cataluña.

#### Arquitectura
- El modernismo catalán.
- La obra de Antoni Gaudí, con el Templo Expiatorio de la Sagrada Familia.
- La Boquería.

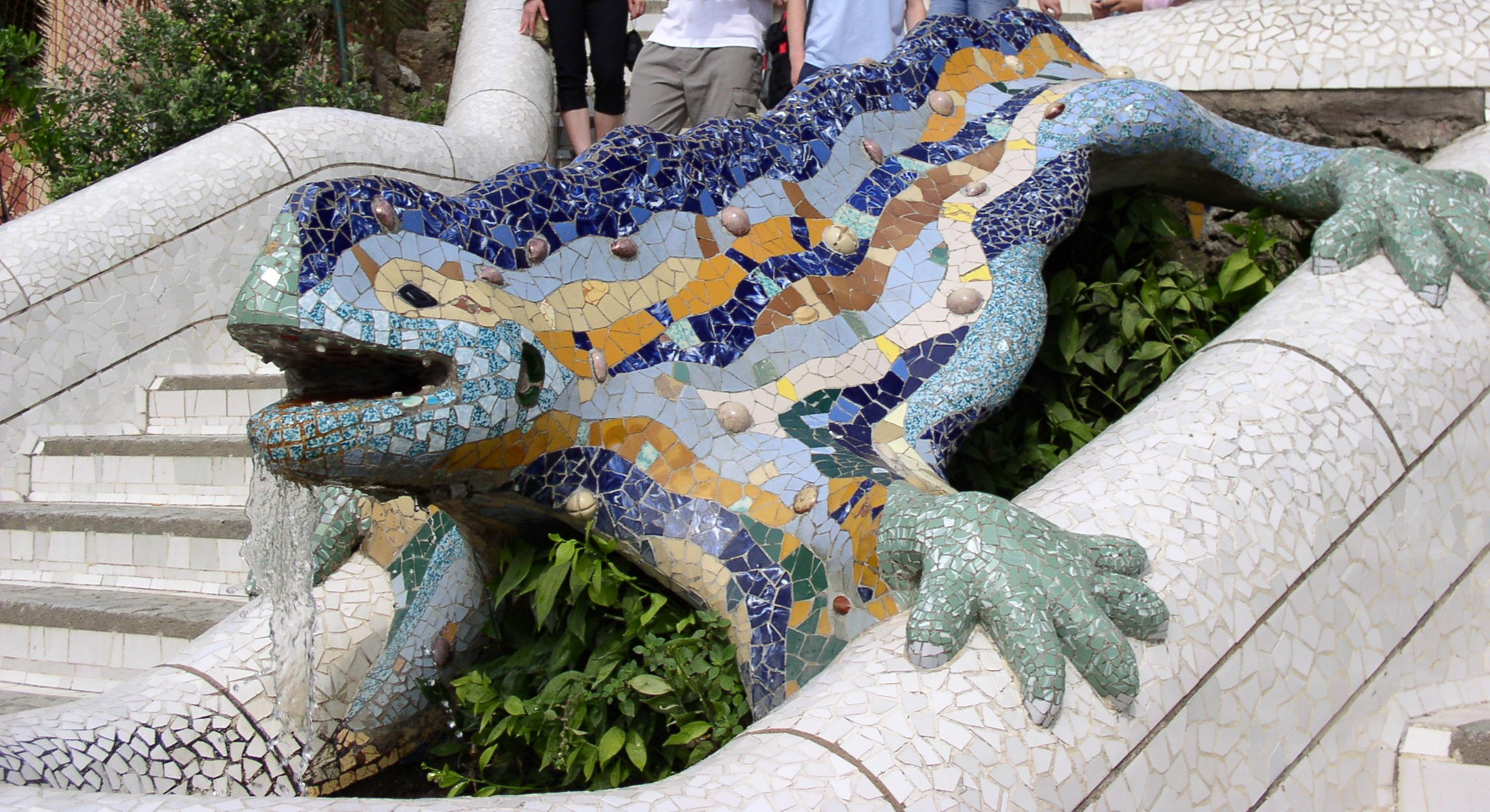
El dragón del Parque Güell, obra de Gaudí.
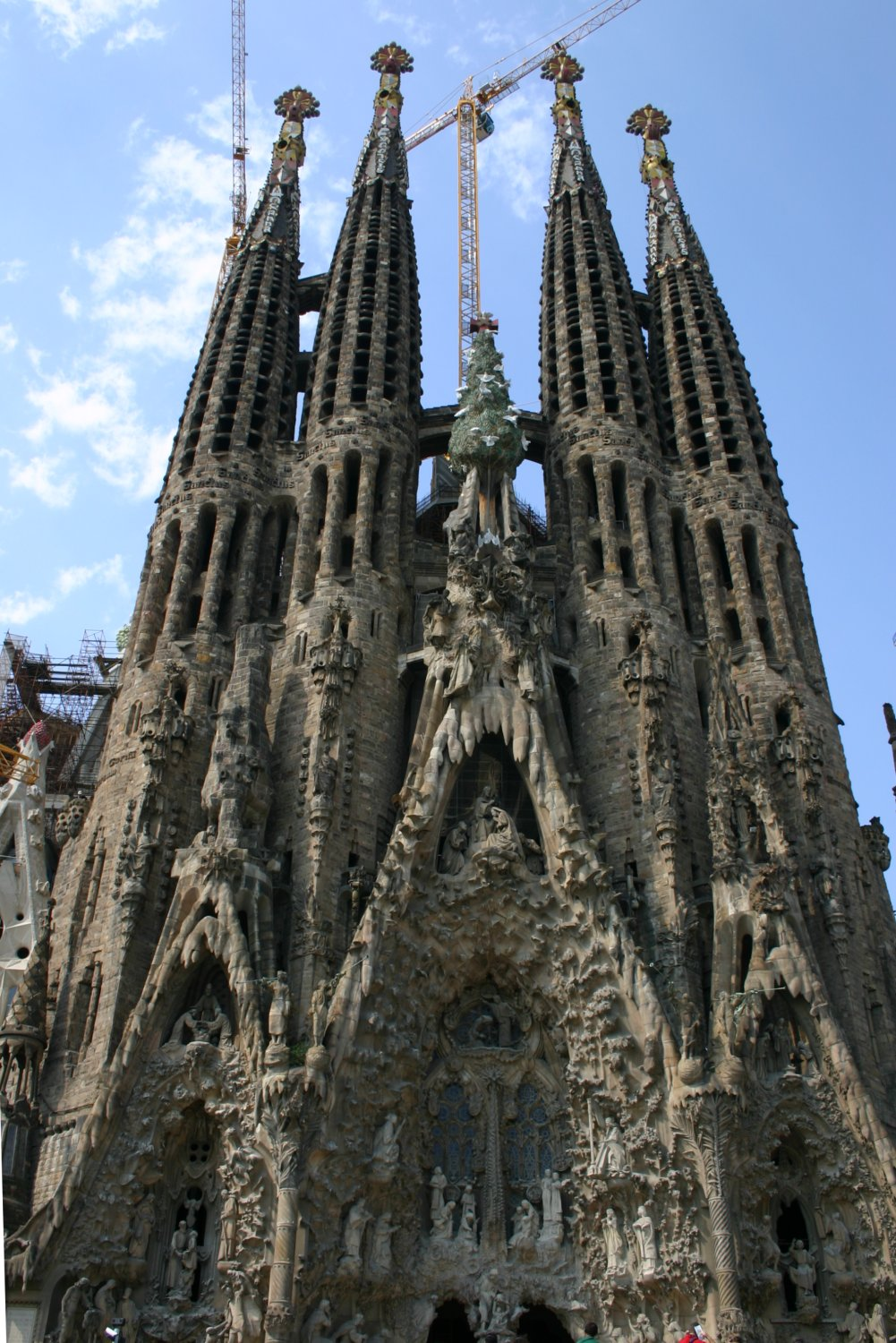
La Sagrada Familia, símbolo del modernismo arquitectónico catalán.
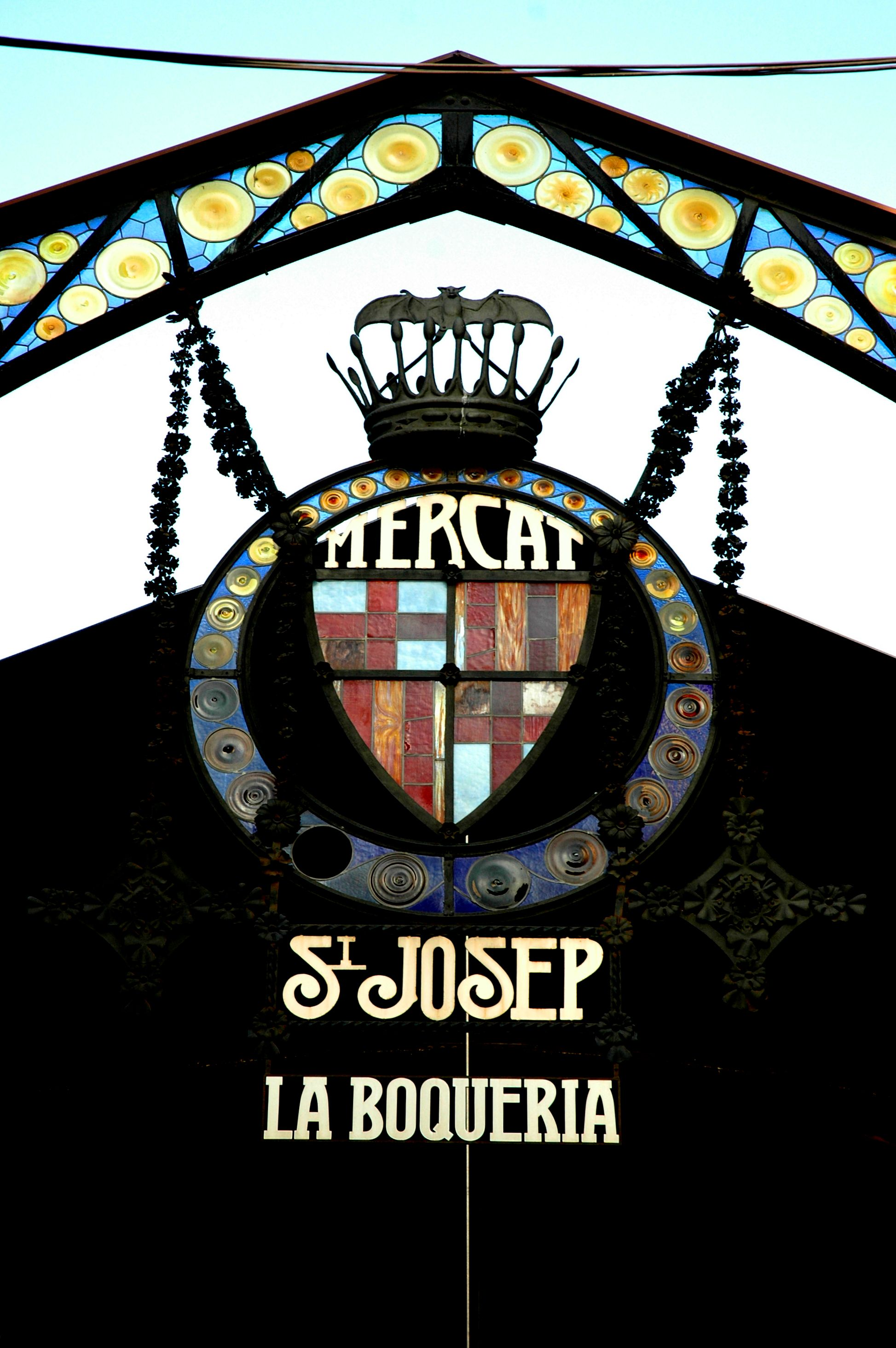
El Mercado de San José, conocido como "La Boquería", en Barcelona.

#### Pintura
- La obra del pintor Joan Miró .
- La obra del pintor Salvador Dalí.
- El cuadro Ramon Casas y Pere Romeu en un tándem, obra del propio Casas.

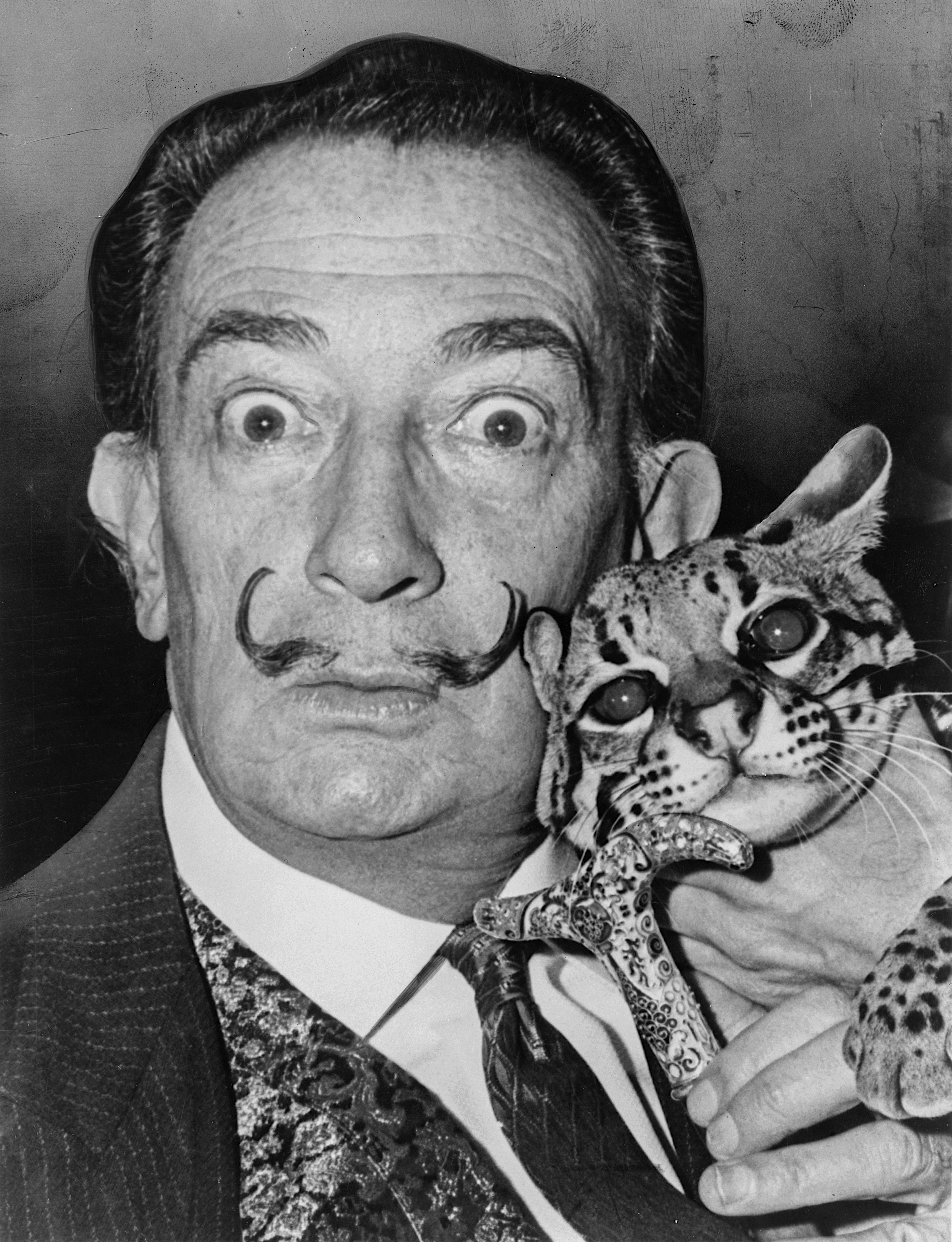
Dalí, icono del arte surrealista.
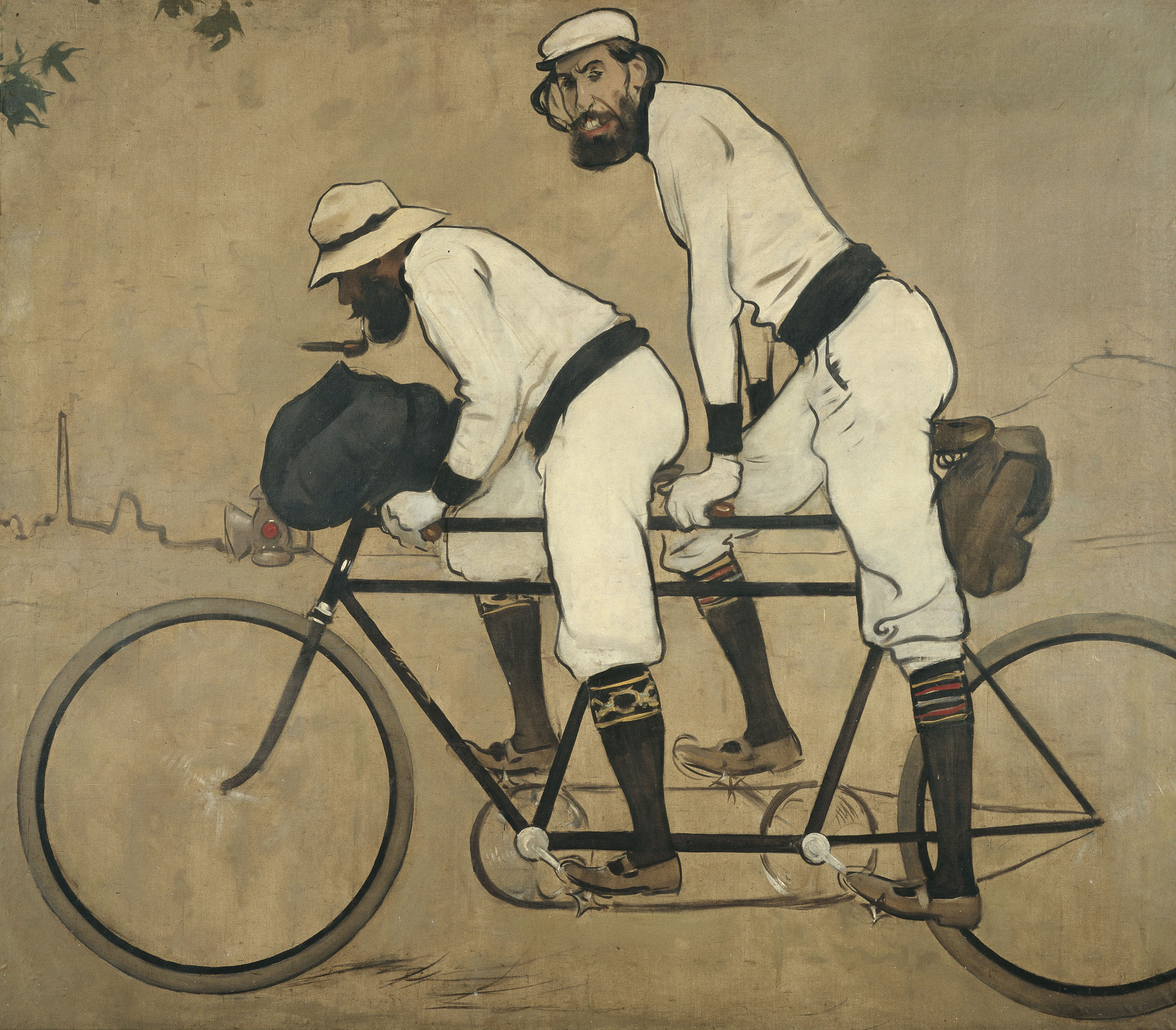
Ramon Casas y Pere Romeu en un tándem (1897), obra de Ramón Casas.

#### Gastronomía
- El cocinero Ferran Adrià.
- La cocinera Carme Ruscalleda.
- Los calçots.

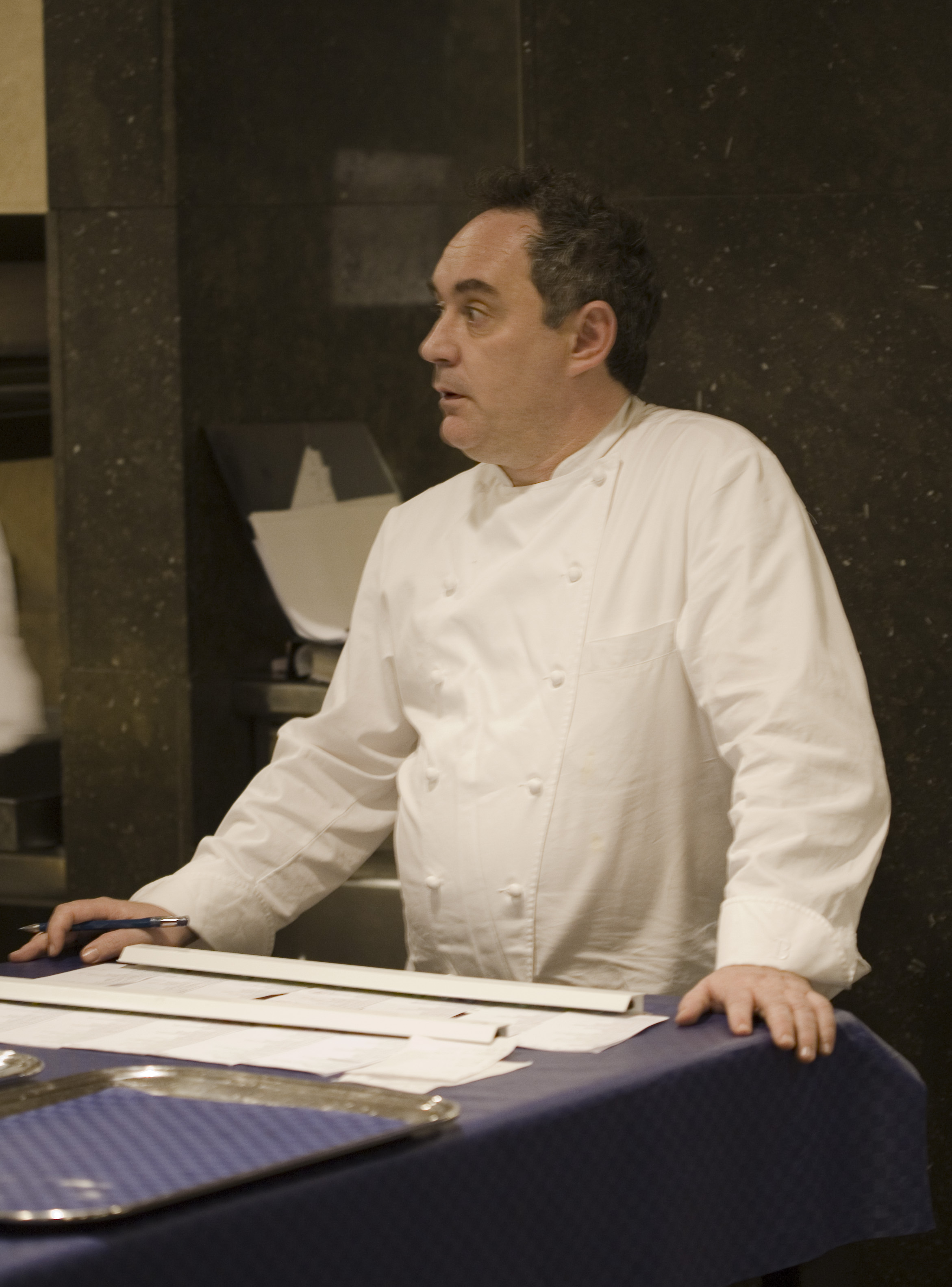
Adrià, chef del restaurante El Bulli.
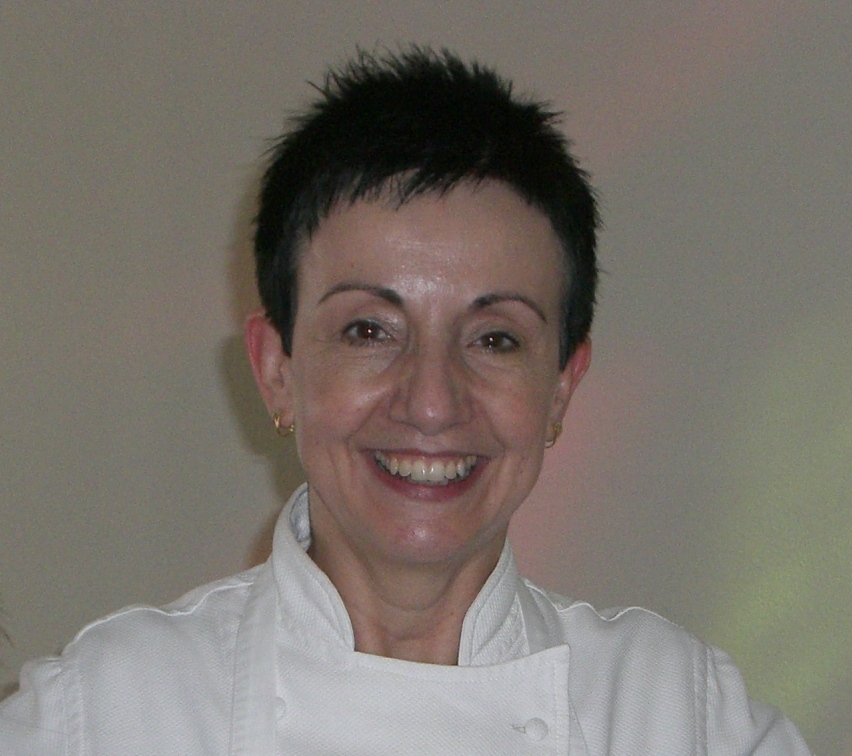
Ruscalleda, chef del restaurante Sant Pau.
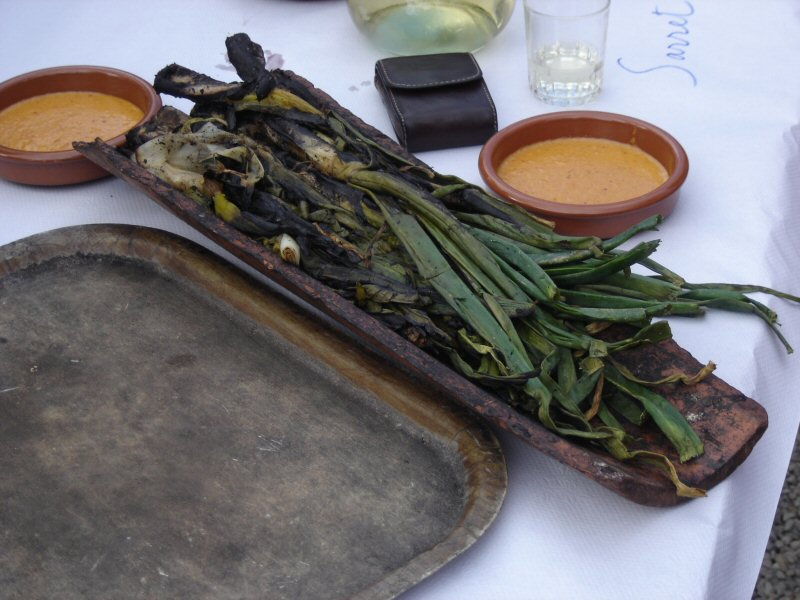
Los calçots, icono de la gastronomía de Cataluña.

#### Artes escénicas
- La Nova Cançó.
- El cantautor Joan Manuel Serrat.
- La soprano Montserrat Caballé.

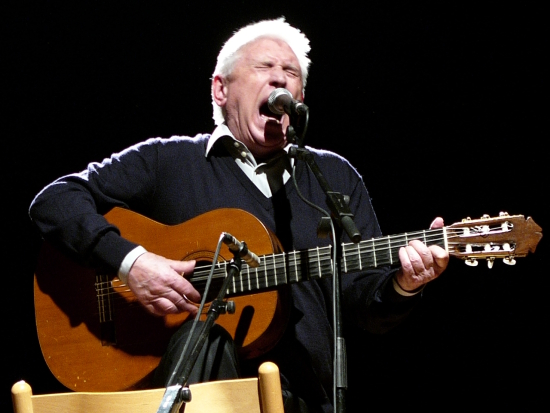
Raimon, cantautor de laNova Cançó.
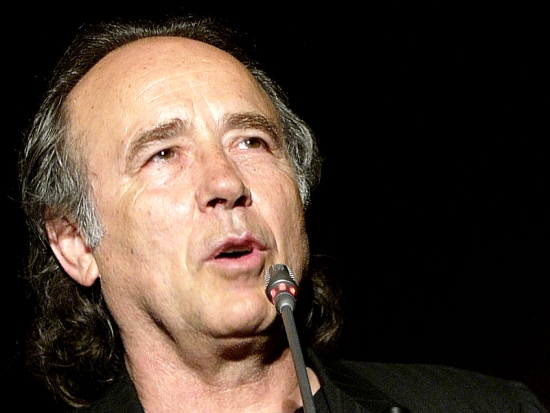
Serrat, uno de los músicos catalanes más populares.

#### Diseño
- El diseñador de ropa Custo Barcelona.

### Ámbito de naturaleza y territorio

#### Naturaleza
- El burro catalán, una raza de burros autóctona de Cataluña.
- El perro pastor catalán, una raza de perro autóctona de Cataluña.
- La oveja del Pallars, raza de oveja del Alto Pirineo.

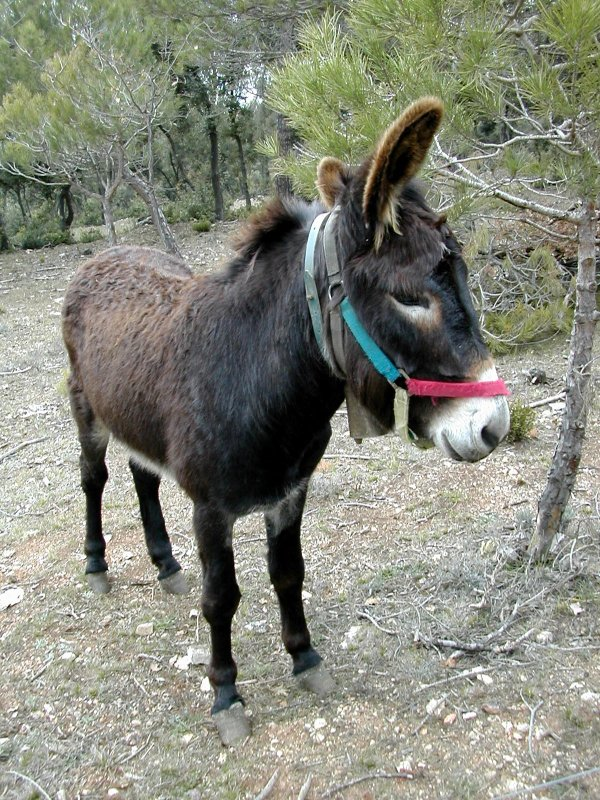
El burro catalán, raza de burro autóctona de Cataluña.
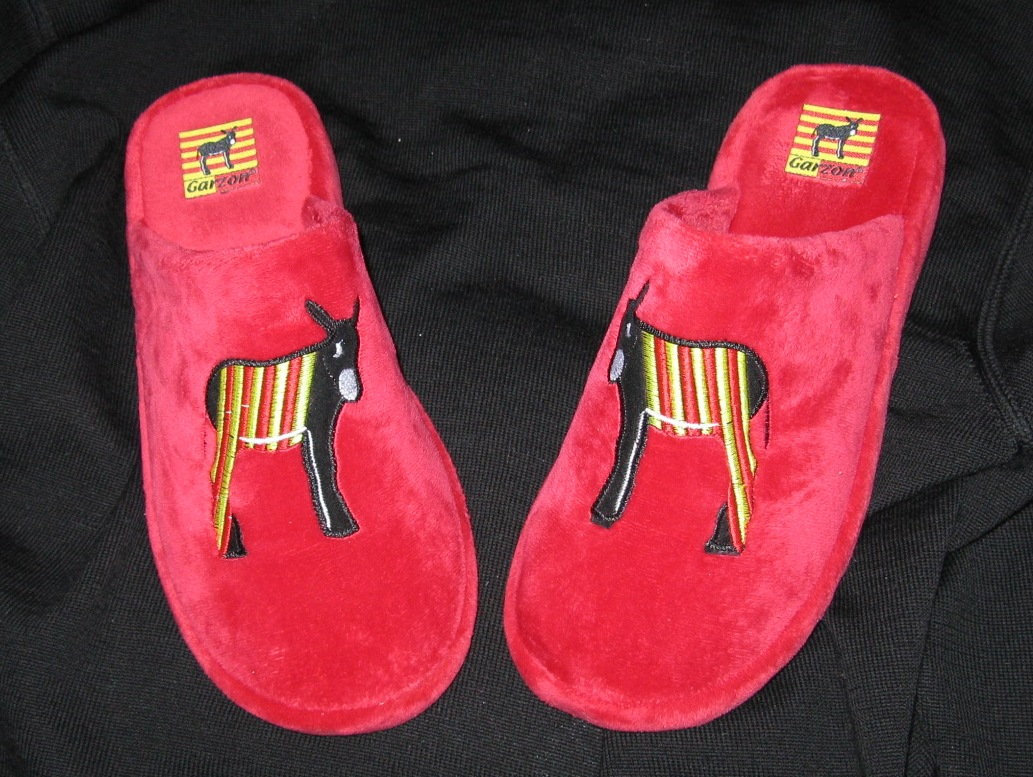
Zapatillas del burro catalán con la bandera de Cataluña.
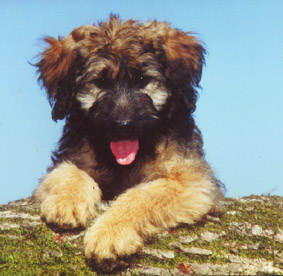
El pastor catalán, raza de perro autóctona de Cataluña.

#### Territorio
- El Canigó.
- La montaña de Montserrat.
- El Pedraforca.
- El Pi de les tres branques.

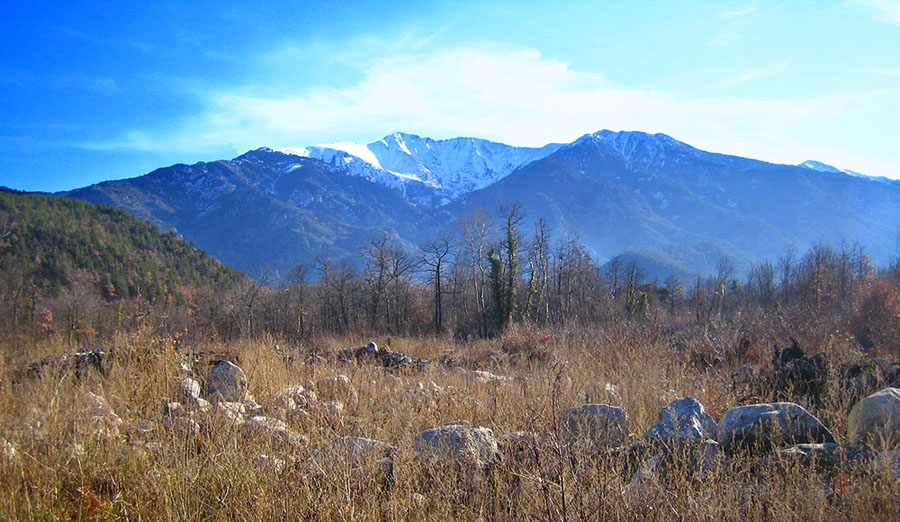
El Canigó, una montaña simbólica del antiguo Principado de Cataluña.
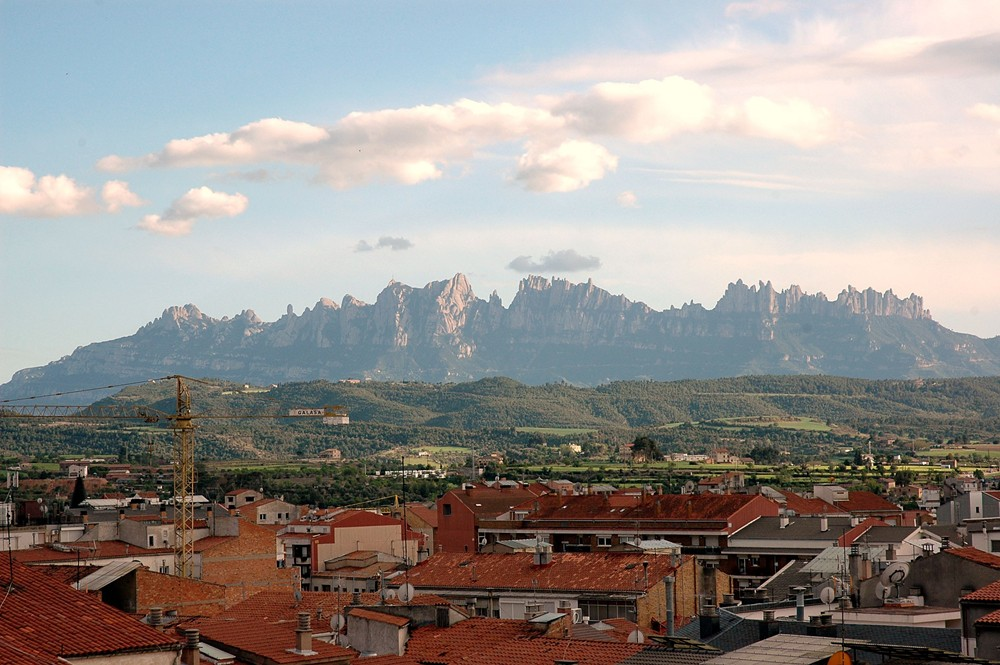
El Macizo de Montserrat, la montaña sagrada de Cataluña.
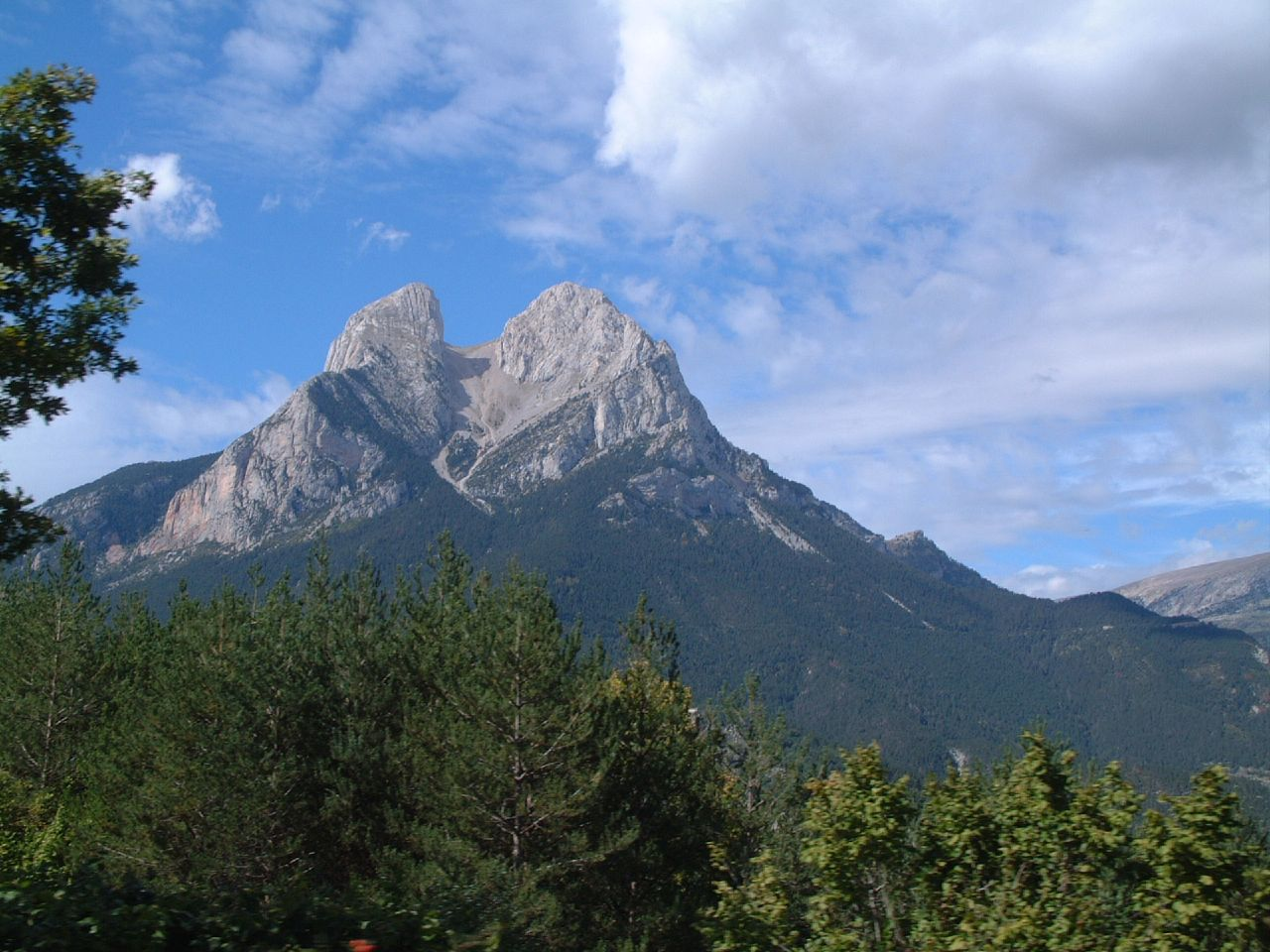
Pedraforca, montaña simbólica de Cataluña.
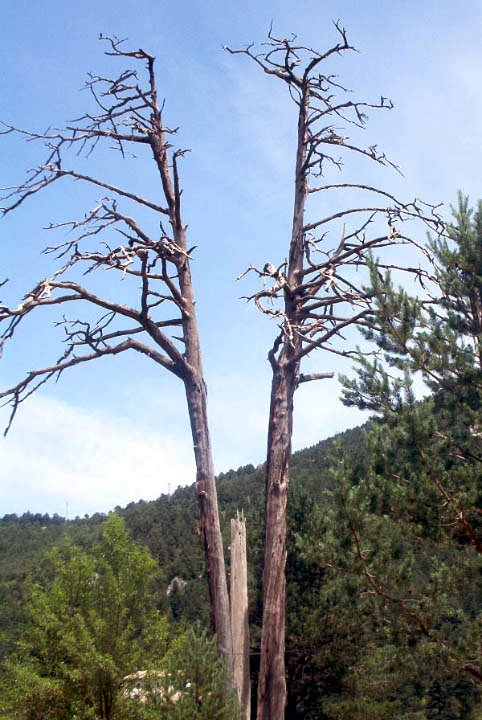
El Pi de les tres branques, símbolo Cataluña.

### Ámbito de deportes y eventos

#### Eventos
- Los castellers.
- Los correfocs, acompañados de los complementos de los diablos y la cultura del fuego.
- La Patum de Berga.
- Sónar, festival de música electrónica de Barcelona.

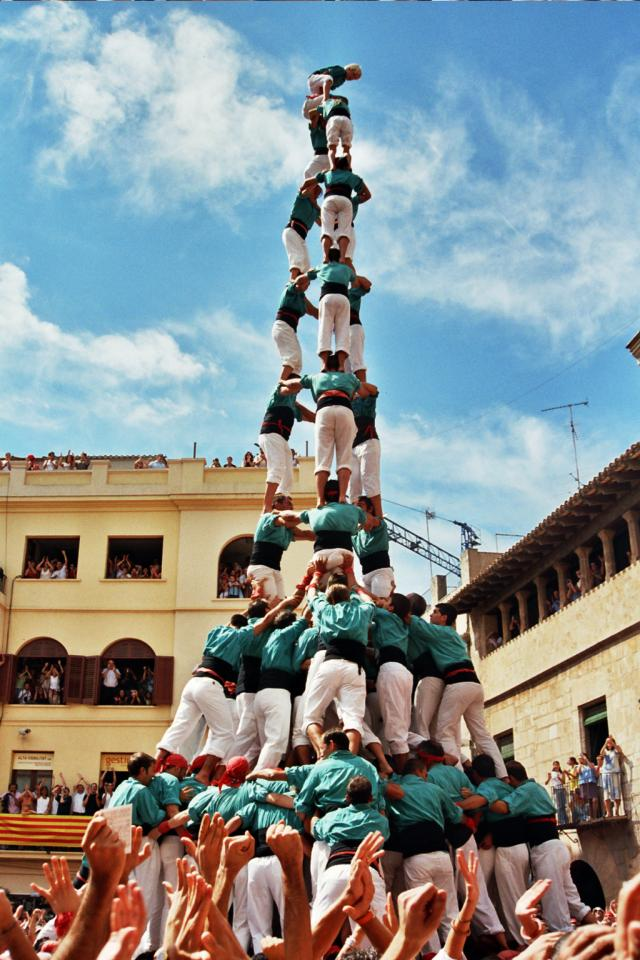
Los castellers, tradición popular en Cataluña.
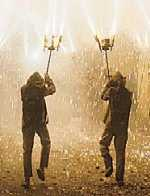
Los Correfocs, la cultura del fuego en Cataluña.
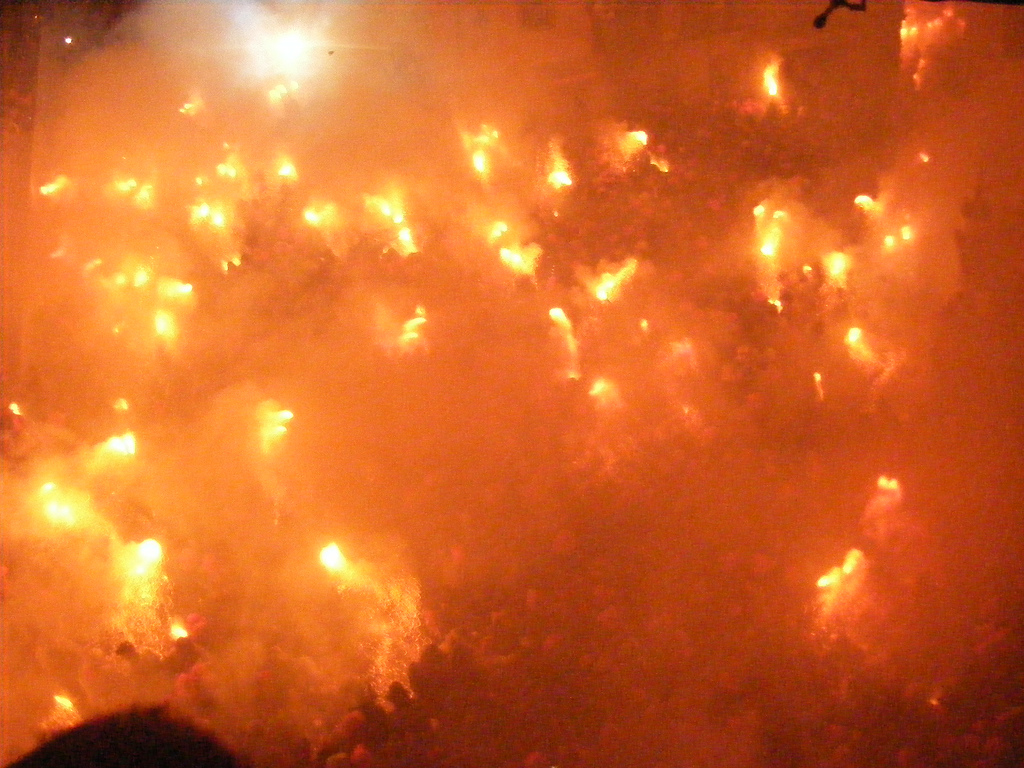
Patum de Berga, declarada Patrimonio Inmaterial de la Humanidad por la Unesco.

#### Deporte
- Fútbol Club Barcelona, uno de los equipos de fútbol más importantes de Cataluña.
- La industria del motor en Cataluña.

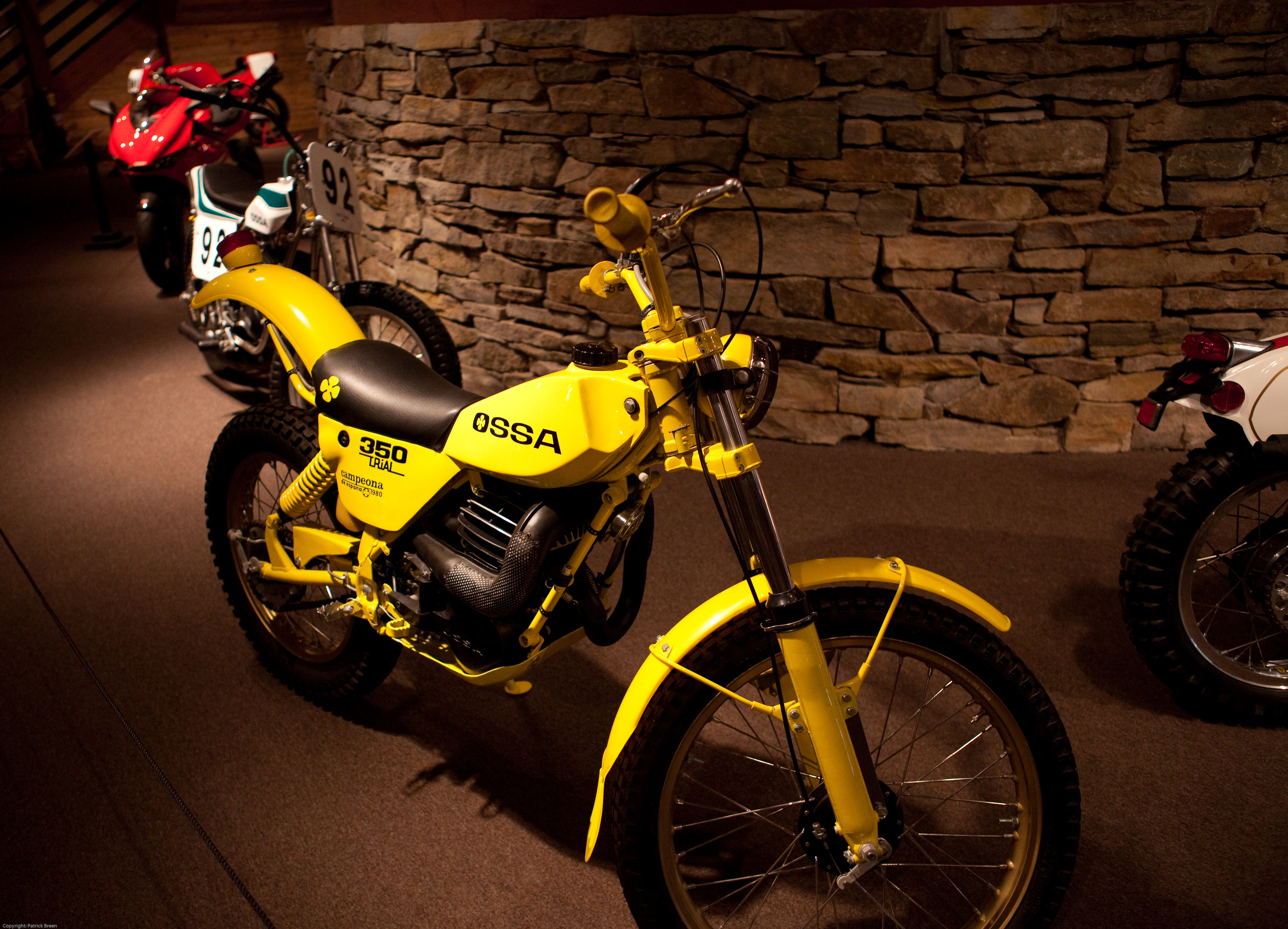
OSSA, marca líder en trial.
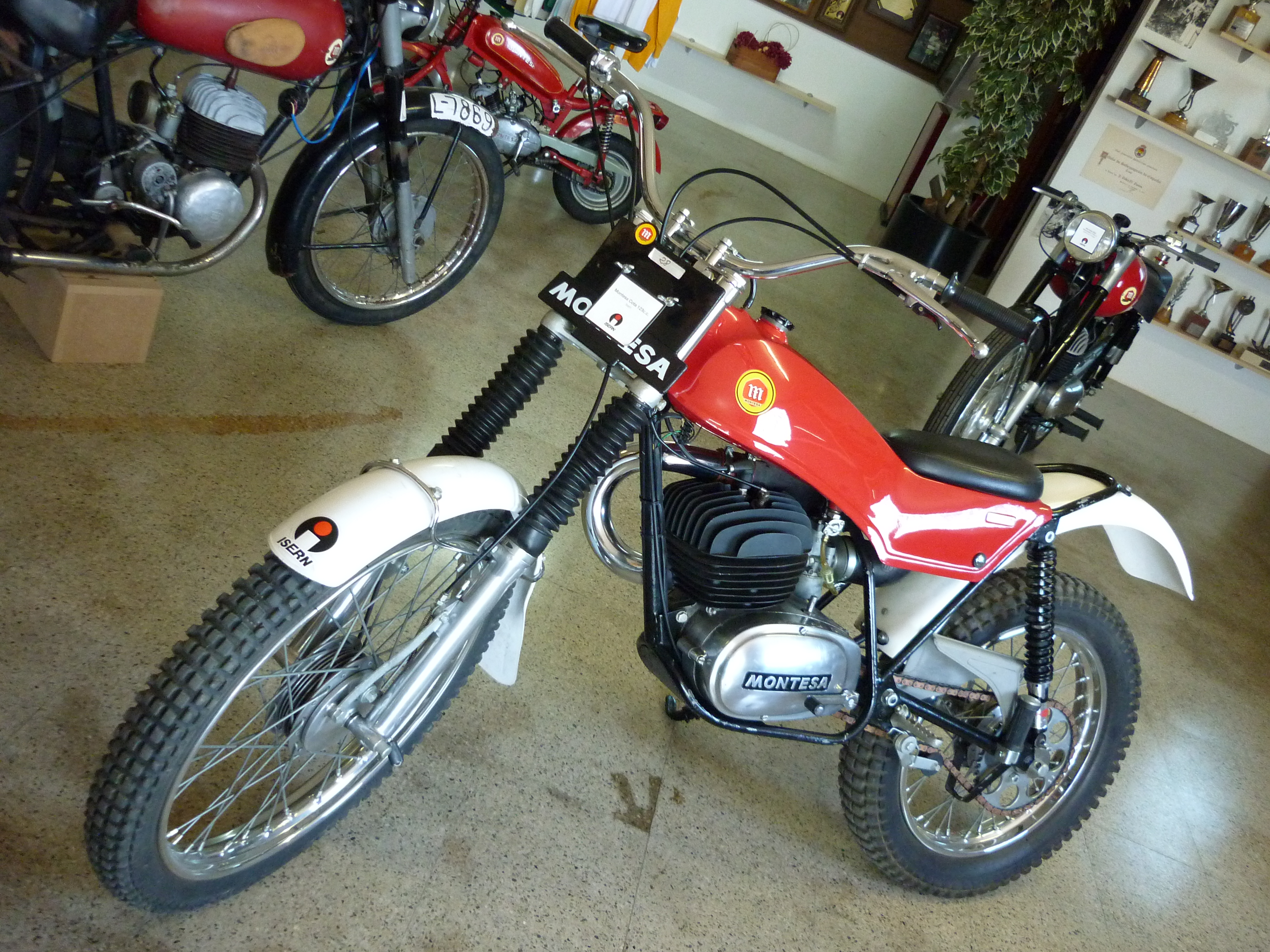
Montesa, leyenda del trial.
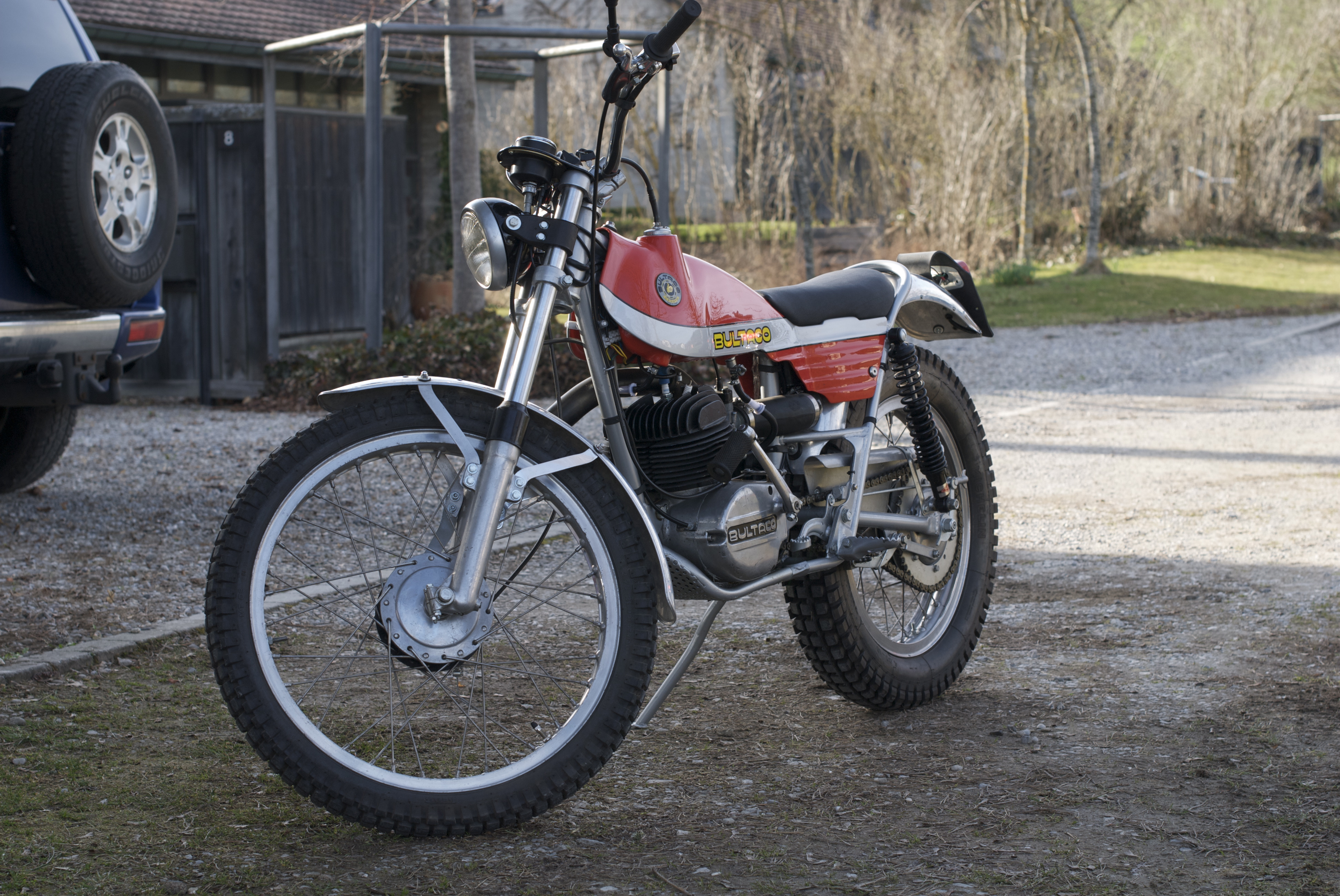
Bultaco, icono internacional.
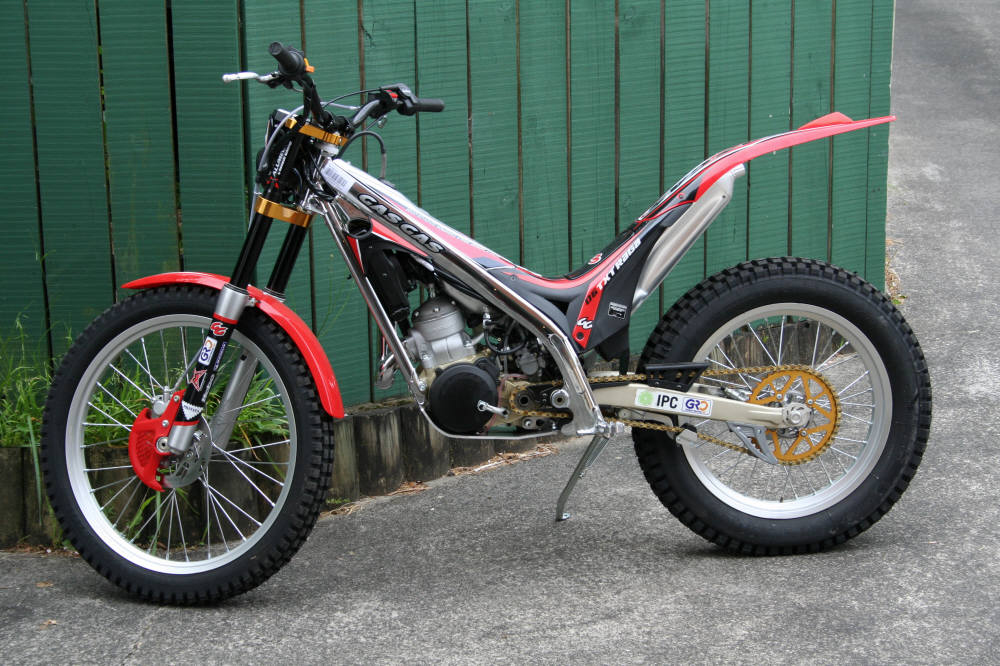
Gas Gas, fabricante de prestigio internacional.